# Peristasis

Un édifice périptère avec sa peristasis.

La peristasis (περίστασις) est la galerie à colonnade qui entoure un temple périptère. Elle correspond au péristyle extérieur. A contrario, la prostasis  (προστάτις) est la colonnade qui précède le pronaos du temple grec.

## Fonctions
La peristasis est considérée comme un lieu de procession pour les prêtres, mais aucun texte antique ne mentionne cette fonction. Au mieux, la colonnade protégeait-elle les visiteurs d'un soleil trop ardent.